# Brajakovo Brdo
Brajakovo Brdo naselje je u Republici Hrvatskoj u sastavu Općine Netretić u Karlovačkoj županiji. 

## Zemljopis
U sastavu je župe Uzvišenja Svetog Križa – Završje Netretićko. Smješteno je uz vrlo prometnu cestu Karlovac – Jurovski Brod prema granici sa Slovenijom. 

## Znamenitosti
Trasom nekadašnje slavne povijesne ceste Lujzijane koja je povezivala Karlovac s Rijekom prolazi današnja asfaltirana cesta kroz Brajakovo Brdo.
U mjestu je sagrađena kapelica Svetog Jurja uz koju je podignuto raspelo te spomen obilježje na 37 mještana poginulih u Drugom svjetskom ratu i poraću te 2 u Domovinskom ratu.

## Stanovništvo
Prema popisu stanovništva iz 2001. godine, naselje je imalo 148 stanovnika te 42 obiteljskih kućanstava.
U 20. stoljeću veliki broj mještana je iselio u Sjedinjene Američke Države, Kanadu, Njemačku itd. Iseljavanje je započelo još krajem 19. stoljeća, nastavilo se tijekom cijelog 20. - og stoljeća te doživjelo svoj vrhunac nakon Drugog svjetskog rata.
| broj stanovnika | 363   | 386   | 354   | 394   | 420   | 432   | 405   | 432   | 426   | 387   | 310   | 271   | 224   | 208   | 148   | 116   | 114   |
|                 | 1857. | 1869. | 1880. | 1890. | 1900. | 1910. | 1921. | 1931. | 1948. | 1953. | 1961. | 1971. | 1981. | 1991. | 2001. | 2011. | 2021. |